# Alexandre Moos
Alexandre Moos (Sierre, Valais, 22 de diciembre de 1972) es un ciclista suizo que fue profesional de 1996 a 2010. Se retiró al final de la Vuelta a Suiza 2010.

## Palmarés

### Ruta
2001
- Giro del Mendrisiotto

2002
- 1 etapa de la Vuelta a Suiza
- Campeonato de Suiza en Ruta

2004
- 1 etapa del Tour de Romandía[1]

2005
- G. P. Kanton Aargau
- 2.º en el Campeonato de Suiza en Ruta

### Ciclocrós
2001
- 3.º en el Campeonato de Suiza de Ciclocrós

2006
- 2.º en el Campeonato de Suiza de Ciclocrós

2008
- Int. Radquer, Dagmersellen

### VTT
2007
- 3.º en el Campeonato de Suiza de VTT-Marathon

2009
- Campeón de Suiza de VTT-Marathon
- Vencedor del Grand Raid

2011
- 2.º en el Campeonato de Suiza de VTT-Marathon

## Resultados en Grandes Vueltas y Campeonatos del Mundo
Durante su carrera deportiva consiguió los siguientes puestos en las Grandes Vueltas y en los Campeonatos del Mundo en carretera:
| Carrera         | Carrera         | 1996 | 1997 | 1998 | 1999 | 2000 | 2001 | 2002 | 2003 | 2004 | 2005 | 2006 | 2007 | 2008 | 2009 | 2010 |
| --------------- | --------------- | ---- | ---- | ---- | ---- | ---- | ---- | ---- | ---- | ---- | ---- | ---- | ---- | ---- | ---- | ---- |
|                 | Giro de Italia  | —    | 72.º | —    | —    | —    | —    | 51.º | —    | 27.º | —    | —    | —    | —    | —    | —    |
|                 | Tour de Francia | —    | —    | —    | —    | —    | —    | —    | —    | —    | 42.º | 95.º | —    | —    | —    | —    |
|                 | Vuelta a España | —    | —    | Ab.  | —    | —    | —    | —    | —    | —    | —    | —    | —    | —    | —    | —    |
| Mundial en Ruta | Mundial en Ruta | —    | —    | —    | —    | —    | 51.º | Ab.  | Ab.  | —    | —    | —    | —    | —    | —    | —    |

—: no participa

Ab.: abandono